# Santo Antônio do Descoberto
Santo Antônio do Descoberto é um município brasileiro do estado de Goiás. Sua população estimada no Censo 2022 foi de 72.127 habitantes.

## História
Santo Antônio do Descoberto foi fundada por volta de 1722, no auge do ciclo do ouro do Brasil Colônia. Tornou-se distrito de Luziânia em 1963 e emancipou-se em 14 de maio de 1982, 260 anos depois de achado ouro. O primeiro prefeito e a primeira câmara de vereadores foram eleitos em 15 de novembro seguinte.
Bartolomeu Bueno da Silva, o Anhangüera II, procedente de São Paulo, esteve por aqui em 1722, com sua bandeira composta por 152 pessoas, incluindo escravos, tendo como guia Urbano Couto Menezes. Aqui, foi achado ouro, construída uma capelinha em louvor a Santo Antônio de Pádua e erigida uma cruz de madeira no alto do Morro Montes Claros.
Como diz a lenda, os escravos acharam a imagem de Santo Antônio debaixo de um pé de angico e ao lado construíram uma capelinha para abrigar a imagem do Santo. É desconhecida a data precisa de quando se deu inicio à construção da capelinha, mas sabe-se que foi entre 1722 e 1748, conforme citação do “julgado das Ditas Minas de Santa Luzia”, um documento em que se delimitou a área de mineração. Esse documento de difícil leitura, foi copiado pelo escritor Paulo Bertran, do original em poder da Biblioteca Nacional no Rio de Janeiro.
A mineração em Santo Antônio dos Montes Claros, ou Descoberto, foi abandonada com descoberta de ouro em Santa Luzia, em 1746. A mineração foi retomada, em 1757, pelo capitão José Pereira de Lisboa, que veio da Bahia, em 1755, seguindo a fazenda de gado (caminho dos currais), trazendo uma grande tropa de animais, transportando tecidos, ferramentas de mineração e outras mercadorias estrangeiras, e 148 escravos jovens. José Pereira Lisboa desembarcou em Santa Luzia, permanecendo dois anos naquela cidade e veio para a mineração de Santo Antônio dos Montes Claros. Aqui chegando, montou o seu acampamento na margem direita do Rio Descoberto, para explorar ouro. Aí se encaixa a lenda do caçador, contada pelo historiador Joseph de Melo (1837-1912).
Sabendo o capitão José pereira Lisboa que um caçador, morador das margens do despenhado, lavando o bucho de um veado encontrou algumas pepitas de ouro, tratou de examinar o lugar e tanto ouro encontrou que passou imediatamente para o local com sua escravatura a ali abriu largo serviço.
Em 1765, Lisboa iniciou a obra de ampliação da capelinha, já existente próximo ao rio. Ele tinha motivos bastante para isso: era devoto de Santo Antônio de Pádua, ou Lisboa, seu patrício. Porém, passou pela localidade o visitador-geral da Igreja, oriundo da freguesia de Santa Luzia (Luziânia), e embargou a obra, por não esta autorizada pela Igreja.
Só em 4 de janeiro de 1770, portanto, cinco anos mais tarde, é que Lisboa e outros obtiveram do visitador geral a autorização para continuar a ampliação da capela. Então, Lisboa fez a nave grande com duas sacristias. As sacristias, no caso da capela de Santo Antônio, foram dois cômodos externos acoplados a nave, que serviam para o padre guardar os parâmetros e como vestiários. As igrejas modernas mantêm a sacristia, embora não da forma das igrejas antigas, do lado de fora. A capelinha original tornou-se o altar-mor da capela ampliada.
Em 11 de setembro de 1770, José Pereira Lisboa é preso no arraial de Santa Luzia, após reagir a uma galhofa e sacar arma contra o juiz ordinário. É levado preso para Vila Boa, hoje Goiás velho. Foi solto em 3 de dezembro de 1773, sendo recepcionado com festa pelo clero de Santa Luzia, que lhe rezou uma missa em ação de graças.
A comitiva do capitão Lisboa explorou ouro em Santo Antonio dos Montes Claros durante 13 anos (de 1757 a 1770). A mineração, naturalmente, foi suspensa com sua prisão. Poderia ser continuada com a liderança de outra pessoa, porém o ouro estava ficando mais profundo e os equipamentos utilizado na mineração eram bastante rudimentares, como relata o documento “Julgados das Ditas Minas de Santa Luzia, de 1748″.

### O Primeiro Comércio
O primeiro comércio de Santo Antônio foi de João Elias Abdom e Felipe Ruyco. Foi fundado em 1938 e tinha o nome de Casa de Negócios depois armazém mais tarde Casa santo Antônio. Situado na rua dos carreiros.
As lojas, armazéns e vendas funcionavam na parte da frente das casas, tinha um balcão de madeira separando a parte destinada aos clientes, da outra ficava os comerciantes, os vendedores e a prateleira com as mercadorias.
Em Frente ao comércio algumas pessoas entre eles, Abdon, Elias, Jorge, João Turco, Leonino Lopes Conde, Zeca de Bebe e algumas crianças, Sucena, José Maria de Jesus, William, Josefina, Augusta, Floricena, Helena, Nelson e outras
Como moradores e consumidores locais; Família Alex de Oliveira, Família Diniz, Família Urani, Família, Família Botelho, Família Santos, Todos moradores nas ruas ao redor da igrejinha.
Fonte: Historiador e Museólogo Carlos Carvalho da Mata [carece de fontes?]

### Linha do Tempo
Origem: Por volta do ano 1722, às margens do Rio Descoberto, onde a primeira vista, foi denominado de Montes Claros. Conta-se que Bartolomeu Bueno da Silva esteve por aqui, onde recolhera ouro, durante sua expedição na chamada corrida do ouro advindo de Minas Gerais. Estima- se que a atividade de exploração terminou em 1938.
O processo de ocupação da terra, se dá com a fixação denominada Capoeirinha também conhecida como fazenda Montes Claros logo a seguir.Os caminhos que davam acesso a fazenda, eram: ao Norte sobre o rio Descoberto, onde havia uma pequena ponte, e se avizinhava ao Sul com o rio Areias. A descoberta de riquezas minerais se deu em diferentes locais nas terras onde hoje se localiza o município de Santo Antônio do Descoberto, onde ainda hoje, alguns vestígios resistem ao tempo. Parte considerável das terras do município, foram doadas por Agostinho Lopes Conde. Em 1956 foi instalada nas terras do município, uma entidade religiosa denominada Fraternidade Eclética Espiritualista Universal, em terras compradas da Fazenda Boa Vista e Sabaru. A partir de então a Entidade foi se estruturando, e hoje é uma pequena cidade com equipamentos de saúde, educação, gráfica, e um templo para meditação dos fiéis.
Fases que antecederam a criação do município:
I – Povoado: A partir da instalação da fazenda de Agostinho Lopes Conde, que ia aos poucos se multiplicando.
II – Distrito de Santo Antônio: Nos anos 50 e 60, pelo fato de já haver um crescimento populacional considerado, no ano de 1963, de povoado a cidade passa a se tornar um distrito.
III – Município: Com a vinda de 1000 famílias no ano de 1974 oriundas de Samambaia (DF), Antônio Teixeira (Vereador) organizou um movimento político pela emancipação do distrito, o que veio a ocorrer efetivamente em 1982.